# Шереметев, Иван Андреевич
Иван Андреевич Шереметев — московский дворянин, сын боярский и голова, затем воевода на службе у московских князей Ивана III и Василия III.

## Происхождение и семья
Дворянин из рода Беззубцевых, происходящих от Андрея Кобылы. Старший из трёх сыновей Андрея Константиновича Беззубцева по прозвищу Шеремет, то есть первый носитель фамилии Шереметев. Имел братьев Василия и Бориса. Детей не имел.

## Служба
В 1500 году присутствовал на свадьбе В. Д. Холмского и Феодосии, дочери Ивана III.
В 1514 году был воеводой в Туле, участвовал в походе Василия III к Смоленску . В 1515 году был послан с реки Вашана в Тулу, как воевода полка левой руки, для обороны от крымских татар. В 1516 году был одним из воевод в Рославле. В 1520 году был шестым воеводой в Мещере.
В 1521 году во время большого похода татар на Москву был воеводой в Серпухове, летом участвовал в бою при форсировании Оки крымскими татарами под командованием Мухаммед Гирея и убит в этом сражении.